# Stéphanie Mbida
Stéphanie Mbida, née à Douala, est une influenceuse américaine (États-Unis d'Amérique). 

## Biographie

### Enfance
Stéphanie Mbida naît et grandit à Douala de parents originaires de la région du Sud du Cameroun. 

### Carrière
Elle construit sa notoriété grâce aux millions de dollars de chiffres d'affaires réalisé sur ses ventes en ligne sur la plateforme Amazon.